# Andrea Vanni
Andrea Vanni o Andrea di Vanni (Siena, vers el 1332 - vers el 1414) fou un pintor italià i il·luminador de l'escola sienesa d'estil romà d'Orient.

## Biografia
Andrea Vanni està influenciat per Simone Martini i Ambrogio Lorenzetti. Va dirigir un taller a Siena amb Bartolo di Fredi. També va treballar amb el seu germà Lippo Vanni .
Com Martino di Bartolomeo i Gregorio di Cecco, va fer sobreviure la tradició pictòrica romana d'Orient, sense renovar-la.
Com la majoria de pintors d'aquest període, va ocupar càrrecs públics a la ciutat.
És conegut sobretot per haver format part del grup Caterinati, deixebles de Santa Catalina, amb altres contemporanis seus.
El fresc pintat a la basílica de San Domenico cap al 1390 que representa el sant i un devot té la condició de vertader retrat.
La seva obra mestra és un políptic de l'església de Santo Stefano a Siena, que va ser traslladat al baptisteri.
També va pintar a Nàpols amb el seu germà Lippo.

## Obres
- Un sant i un devot, fresc, basílica de San Domenico a Siena (~ 1390)
- Cicle de frescos i retaules per a les esglésies de la regió de Siena, inclosa la Cúpula de Siena.
- Ascensió de Crist (1355-1360), Museu Hermitage, Sant Petersburg (anteriorment atribuït a Bartolo di Fredi)
- Santa Caterina d’Alexandria (~ 1375), predel·la, Museu Lindenau, Altenburg
- Sant Francesc
- Dos plafons pintats (1340 i 1360) per Lippo i Andrea Vanni, al Museu Capodimonte de Nàpols
- Mare de Déu i Nen, sala del Tresor, basílica Mariazell, Salzburg
- Verge amb el Nen, Museu Uffizi, Florència
- Sainte Claire, Pomona College Museum of Art, Claremont, Califòrnia,
- Saint Paul, Saint Pierre, Museum of Fine Arts, Boston, Estats Units